# Вајандот (Оклахома)
Вајандот (енгл. Wyandotte) град је у америчкој савезној држави Оклахома.

## Демографија
По попису из 2010. године број становника је 333, што је 30 (-8,3%) становника мање него 2000. године.
| Група                 | 2000.       | 2010.       |
| Белци                 | 226 (62,3%) | 211 (63,4%) |
| Амерички староседеоци | 108 (29,8%) | 92 (27,6%)  |
| Афроамериканци        | 0 (0,0%)    | 0 (0,0%)    |
| Азијати               | 1 (0,3%)    | 0 (0,0%)    |
| Хиспаноамериканци     | 8 (2,2%)    | 7 (2,1%)    |
| Укупно                | 363         | 333         |